# Крутая (приток Большой Камышной)
Крутая — река в России, протекает по Топкинскому району Кемеровской области.
Устье реки находится в 37 км по левому берегу реки Большая Камышная. Длина реки составляет 12 км.

## Данные водного реестра
По данным государственного водного реестра России относится к Верхнеобскому бассейновому округу, водохозяйственный участок реки — Томь от города Новокузнецк до города Кемерово, речной подбассейн реки — Томь. Речной бассейн реки — (Верхняя) Обь до впадения Иртыша.